# Severin na Kupi
Severin na Kupi je naselje u Primorsko-goranskoj županiji. 

## Smještaj
Nalazi se u Gorskom kotaru, u blizini grada Vrbovsko, kojem administrativno pripada. Na desnoj je obali rijeke Kupe, a obala na suprotnoj strani rijeke pripada susjednoj državi Sloveniji.
Obližnja naselja su: Lukovdol, oko 3 km zapadno, Veliki i Mali Jadrč, 2 km južno, te Zdihovo, 4 km istočno.

## Promet
Smješten je uz državnu cestu D3 Zagreb-Rijeka i poznato je odmorište. Međutim, izgradnjom moderne autoceste Rijeka-Zagreb, izgubio je na prometnom značaju.
Nedaleko od sela prolazi i slijepa željeznička pruga. Ona je prije 2. svjetskog rata djelomično izgrađena od Vrbovskog do Zdihova i trebala je biti izgrađena do Črnomelja u susjednoj Sloveniji. Zbog rata projekt je stao te nikada nije nastavljen.

## Stanovništvo
Mjesto ima 157 stanovnika, prema popisu iz 2001. godine.
Iako smješten u regiji koju karakterizira izrazita i dugotrajna depopulacija uzrokovana u ponajprije emigracijom, kretanje broja stanovnika u Severinu, od kada postoje službeni popisi, imalo je čak tri etape rasta. 
Druga polovina 19. st. razdoblje je porasta broja stanovnika sa 102 1857. g. na 178 1890. g. Početkom 20. st. dolazi do pada (1921. g. 93 stanovnika), a sredinom istog stoljeća do drugog razdoblja porasta broja žitelja (1953. g. 133 stanovnika). Zatim slijedi tridesetogodišnja stagnacija te koncem 20. st. ponovni porast broja stanovnika.
Popis iz 1991. g. naročito je zanimljiv jer je prema njemu postignut rekord od čak 209 stanovnika, a što je gotovo dvostruko više nego prema popisu koji mu je prethodio. No, ne radi se o stvarnom povećanju već o činjenici što u Severinu ima mnogo vikendica pa su mnogi njihovi vlasnici prijavili boravište u Severinu kako bi izbjegli plaćanje poreza na vikendice, iako tamo doista ne žive.
| broj stanovnika | 102   | 166   | 170   | 178   | 162   | 104   | 93    | 98    | 123   | 133   | 128   | 137   | 118   | 209   | 157   | 118   | 113   |
|                 | 1857. | 1869. | 1880. | 1890. | 1900. | 1910. | 1921. | 1931. | 1948. | 1953. | 1961. | 1971. | 1981. | 1991. | 2001. | 2011. | 2021. |

## Povijest
Do sredine 17. stoljeća Severin na Kupi je središte Severinske županije, a 1776. godine prima povelju kraljice Habsburške Monarhije Marije Terezije uz privilegije.

### Dvorac
U Severinu se nalazi Frankopanski dvorac. Dvorac se spominje od 1558. godine. Najprije je bio u posjedu Frankopana. Frankopani se udružuju s knezovima Zrinskim u borbi protiv Turaka pa dijele svoja dobra.
Severin su 1580. g. knezovi Zrinski prepustili knezu Gašparu Frankopanu Tržačkom, a njega nasljeđuje Vuk Krsto Frankopan. Dvorac je bio u posjedu Frakopana sve do propasti obitelji Zrinski-Frankopan1671. g. nakon čega je opljačkano cijelo vlastelinstvo kao i svugdje gdje su imali imanja.
Najprije je Severin pripao pod Ugarsku pa zatim pod Austrijsku vlast.
1682. godine kralj Leopold dodijelio je Severin grofu Ivanu Franji Oršiću. Obitelj Oršić je dvorac 1803. g. preuredila čime je dvorac dobio današnji izgled.
Poslije Oršića dvorac kupuje istaknuti Ambroz Vranyczany, za čijeg je vremena Severin postao glavno okupljalište prekokupskih rodoljuba.
Nakon Vranyczanija dvorac je još prije Drugog svjetskog rata bio u vlasništvu Vladimira Arka, a nakon što je nacionaliziran, zapušten je i danas je u lošem stanju.

## Kultura
- Kulturno-umjetničko društvo "Frankopan"